# Линховоин, Лхасаран Лодонович
Лхасара́н Лодо́нович Линхово́ин (бур. Лёнхобын Лодоной Һасаран; 1 января 1924, Ага-Хангил, Агинский Бурятский автономный округ — 10 июля 1980, Улан-Удэ) — советский бурятский оперный певец (бас), актёр, театральный режиссёр, педагог, публицист, общественный деятель. Народный артист СССР (1959).

## Биография
Родился 1 января 1924 года в селе Ага-Хангил (ныне в Могойтуйском районе, Агинский Бурятский округ, Забайкальский край) в семье учителя. Отец работал на разных должностях в системе народного образования.
С 1942 по 1949 год — артист хора Бурятского музыкально-драматического театра (с 1959 — имени Х. Намсараева) в Улан-Удэ.
В 1946 году вместе с другими певцами учился на специальных курсах, открывшихся при Московской консерватории. В 1954 году окончил Ленинградскую консерваторию им. Н. А. Римского-Корсакова по классу пения у И. И. Плешакова.
С 1954 года — солист Бурятского театра оперы и балета (ныне — имени Г. Ц. Цыдынжапова). Исполнил более тридцати оперных партий. С 1962 по 1966 год — художественный руководитель театра.
В 1958 году исполнил партию Мельника в опере «Русалка» А. С. Даргомыжского на сцене Большого театра СССР.
Как режиссёр поставил в театре ряд опер.
Гастролировал за рубежом, в 38 странах мира.
Выступал в концертах. Исполнял народные песни, произведения бурятских, русских и зарубежных композиторов. В его репертуаре «Шотландская застольная» Л. Бетховена, «Блоха» М. Мусоргского, «Старый капрал» А. Даргомыжского, песни Б. Ямпилова, Д. Аюшеева, Ж. Батуева, Ч. Павлова, Б. Цырендашиева, С. Манжигеева.
Сам рисовал эскизы своих гримов и костюмов.
Написал две книги и многочисленные статьи, автор ряда пьес для драматического театра («Гражданин России» — в соавторстве с С. Б. Метелицей, «Сожжённые цветы»), а также либретто — оперных и балетных.
С 1955 года преподавал в Улан-Удэнском музыкальном училище им. П. И. Чайковского (ныне Колледж искусств им. П. И. Чайковского) (с 1966 — профессор). Среди его первых учеников — народный артист СССР К. И. Базарсадаев.
Был председателем Бурятского отделения Всесоюзного театрального общества (ВТО), членом Президиума ВТО.
Член советской делегации на Всемирных фестивалях молодежи и студентов в Праге (1947) и Берлине (1951).
Депутат Верховного Совета СССР 6-го созыва (1962—1966, член Совета Национальностей от Бурятской АССР).
Член КПСС с 1977 года.
Умер 10 июля 1980 года в Улан-Удэ. Похоронен на мемориальном кладбище «Память».

### Семья
- Жена — Вера Дашеевна Лыгденова (1915—1990), певица, заслуженная артистка РСФСР (1959)
- Дочь — Дарима Лхасарановна Линховоин (род. 1951), концертмейстер Бурятского театра оперы и балета, народная артистка России (2004)
- Дочь — Янжима Лхасарановна Линховоин, врач-стоматолог, заслуженный врач Республики Бурятия.
  - Внучка — Лыгжима Ранжуровна Бальжинимаева, кандидат биологических наук, преподаватель Бурятского государственного университета
  - Внук — Нацаг-Дорж Ранжурович Бальжинимаев, врач-хирург больницы скорой медицинской помощи

## Награды и звания
- Диплом на конкурсе Всемирного фестиваля молодежи и студентов в Праге (1947)
- Диплом I степени на конкурсе III Всемирного фестиваля молодежи и студентов в Берлине (1951)
- Народный артист Бурят-Монгольской АССР (1951)
- Заслуженный артист РСФСР (1954)
- Народный артист РСФСР (1958)
- Народный артист СССР (1959)
- Государственная премия РСФСР имени М. И. Глинки (1979) — за исполнении партий Кончака, Бумал-хана и Ивана Хованского в оперных спектаклях «Князь Игорь» А. П. Бородина, «Энхе-Булат батор» М. П. Фролова, «Хованщина» М. П. Мусоргского
- Государственная премия Бурятской АССР (1974)
- Орден Трудового Красного Знамени
- Медали.

## Партии
- «Русалка» А. С. Даргомыжского — Мельник
- «Иван Сусанин» М. И. Глинки — Сусанин
- «Князь Игорь» А. П. Бородина — Кончак
- «Евгений Онегин» П. И. Чайковского — Гремин
- «Борис Годунов» М. П. Мусоргского — Борис Годунов
- «Мазепа» П. И. Чайковского — Кочубей
- «Хованщина» М. П. Мусоргского — Хованский
- «Фауст» Ш. Гуно — Мефистофель
- «Юдифь» А. Н. Серова — Олоферн
- «Севильский цирюльник» Дж. Россини — Дон Базилио
- «Царская невеста» Н. А. Римского-Корсакова — Собакин
- «Риголетто» Дж. Верди — Спарафучиле
- «Дон Карлос» Дж. Верди — Филипп II
- «Овод» А. Э. Спадавеккиа — Монтанелли
- «Судьба человека» И. И. Дзержинского — Соколов
- «Энхэ-Булат-батор» М. П. Фролова — Бумал-хан
- «Цыремпил Ранжуров» Б. Б. Ямпилова — Василий
- «Грозные годы» Б. Б. Ямпилова — Шоно
- «Побратимы» Д. Д. Аюшеева — Булган Табит
- «Будамшу» Б. Б. Ямпилова — Лама
- «Баир» П. М. Берлинского — Хан
- «На Байкале» Л. К. Книппера — Андрей
- «У подножья Саян» С. Н. Ряузова — дед Бумба

## Фильмография
1. 1953 — Случай в тайге — Охотник
2. 1959 — Золотой дом — Лодон
3. 1980 — Гонцы спешат — Шона-доба.

## Автор книг
- По странам Африки. — Улан-Удэ, 1961.
- С песней по странам мира. — Улан-Удэ, 1970.

## Память
- В Улан-Удэ именем певца названа улица и детская музыкальная школа № 1.
- В селе Ага-Хангил открыт сельский музей его имени.
- С 1988 года проводится международный конкурс вокалистов имени народного артиста СССР Л. Л. Линховоина.
- В посёлке Могойтуй Забайкальского края имя певца носит Детская школа искусств.
- В Улан-Удэ, на доме по проспекту Победы, где жил певец, установлена мемориальная доска.